# 岩沙海葵毒素
岩沙海葵毒素（英語：Palytoxin，简称PTX或PLTX），又称沙群海葵毒素或简称海葵毒素，是一種強烈的血管收縮劑，被認為是已知毒性最強的非蛋白質物質之一，在對小鼠的毒性方面僅次於刺尾魚毒素。
岩沙海葵毒素是一種具有長碳鏈的多羥基和部分不飽和化合物，含有8個雙鍵。它有水溶性和脂溶性部分，40個羥基和64個手性中心。由於手性和可能的順反異構，它有超過1021種可能的立體異構。它具有熱穩定性，用沸水處理不會去除其毒性。它在水溶液中長時間保持穩定，但在酸性或鹼性溶液中迅速分解並失去毒性。
岩沙海葵毒素至少存在於熱帶和亞熱帶地區，由沙群海葵屬海葵和蛎甲藻属雙鞭毛蟲產生，或可能由這些生物體中的細菌產生。由於生物放大作用，它可以在更多的物種中找到，如魚和蟹。它也存在於生活在海綿、貽貝、海星和刺胞動物等產生岩沙海葵毒素的生物附近的生物中。
人類很少能接觸到岩沙海葵毒素。但吃過魚和螃蟹等海洋動物的人、不正確處理沙群海葵屬海葵的水族箱愛好者和接觸過某些水華的人都曾可能接觸過。
岩沙海葵毒素通過將鈉鉀泵蛋白鎖定在允許鈉離子和鉀離子被動運輸的位置來靶向鈉鉀泵蛋白，從而破壞對生命至關重要的離子梯度。由於岩沙海葵毒素可以影響體內的每一種細胞，因此各種接觸途徑的症狀可能非常不同。
1981年，兩個相互獨立的研究小組解決了岩沙海葵毒素的平面化學結構。在1982年解決了立體化學問題。1989年，岸义人及其同事合成了岩沙海葵毒素的羧酸，並於1994年合成了真正的岩沙海葵毒素。

## 歷史

### 發現
1971年，Moore和Scheuer發表的一項研究中首先從毒沙群海葵（Palythoa toxica）中分離、命名和描述了岩沙海葵毒素。他們測得其莫耳質量約為3300g/mol。他們還確定它是可能導致沙群海葵毒性的物質，但當時不確定海葵中是否還含有其他有毒化合物。

### 結構與全合成
1978年，通過等離子體解吸法測得岩沙海葵毒素的莫耳質量為2861 g/mol，並且有8個雙鍵。因為岩沙海葵毒素是一個很大的分子，所以需要一些時間才能闡明完整的結構（包括立體化學）。上村大輔等人首先解出其平面化學結構，並於1981年1月發表了他們的結果。不久之後，Moore和Bartolini解出相同的結構，並於1981年5月發表了他們的結果。上述小組彼此獨立地解出全結構：1982年6月，Moore等人首先解出岩沙海葵毒素的立體結構，上村等人則是在12月發表的研究中分四部份解出立體結構。
岩沙海葵毒素羧酸是1989年由哈佛大學教授岸義人團隊合成的。合成分為8個部分，然後將這些部分連接在一起形成羧酸。1994年，岸義人等人成功地從這種羧酸中製造出真正的岩沙海葵毒素。1989年，Crawford將岩沙海葵毒素羧酸合成的成就描述為「有機合成的珠穆朗玛峰，任何人都曾想過要製造的最大單分子」。

## 機制
岩沙海葵毒素的毒性是由於其與鈉鉀泵的外部結合，它與烏本苷的天然結合位點相互作用，具有非常高的親和力。鈉鉀泵是一種跨膜蛋白，其可在每個脊椎動物細胞的表面上發現。鈉鉀泵是所有細胞的生存能力所必需的，這解釋了岩沙海葵毒素影響所有細胞的原因。通過在鈉鉀泵內形成通道，如鈉、鉀等一價正離子可以自由擴散，從而破壞細胞的離子梯度。當岩沙海葵毒素與鈉鉀泵結合時，它會在開啟和正常構象之間不斷轉化，有90%概率為開啟構象。如果岩沙海葵毒素脫離，鈉鉀泵將回到閉合構象。在開啟構象中，每秒有數百萬個離子通過鈉鉀泵擴散，而每秒只有大約一百個離子通過正常運行的轉運蛋白傳輸。離子梯度的喪失導致紅細胞死亡和溶血，還會導致心臟和其他肌肉細胞的劇烈收縮。
上述機制的第一個證據是在1981年獲得，所提出的機制於1982年發表。由於岩沙海葵毒素的作用機制與其他機制截然不同，因此最初並未被廣泛接受。這主要是因為沒有預料到提供主動運輸的鈉鉀泵可以通過結合化合物而成為離子通道。因此，Frelin和van Renterghem在1995年審查了一些備選假設。被視為鈉鉀泵機制證據的突破性研究是在釀酒酵母（Saccharomyces cerevisiae）細胞中進行的。這些細胞沒有鈉鉀泵，因此岩沙海葵毒素不會影響它們。但是一旦它們被賦予編碼完整的綿羊鈉鉀泵的DNA，它們就會被岩沙海葵毒素殺死。

## 症狀
岩沙海葵毒素中毒的症狀及其出現的速度部分取決於暴露的程度和接觸途徑，例如是吸入還是通過皮膚接觸。
在一些非致命病例中，人們的症狀在吸入或皮膚接觸後6－8小時內出現，並持續1－2天。在不同的動物中，症狀在靜脈注射後30－60分鐘和眼睛接觸4小時後出現。
嚴重岩沙海葵毒素中毒的最常見併發症是橫紋肌溶解症。這涉及骨骼肌分解和細胞內容物滲漏到血液中。人類的其他症狀是苦味/金屬味、腹部絞痛、噁心、嘔吐、腹瀉、輕度至急性嗜睡、刺痛、心跳過緩、腎衰竭、感覺障礙、肌肉痙攣、肌痛震顫、紫紺和呼吸窘迫。在致命情況下，岩沙海葵毒素通常會產生心肌損傷導致心臟驟停而死亡。
接觸岩沙海葵毒素類似物卵毒素-A（Ovatoxin-A）的氣溶膠主要導致呼吸系統疾病。這些氣溶膠引起的其他症狀包括與嚴重呼吸障礙相關的發燒，例如支氣管收縮、輕度呼吸困難和喘息，而在某些情況下能觀察到結膜炎。
食用鯡形目魚後中毒也被提出是由岩沙海葵毒素引起的，神經系統和胃腸紊亂與鯡魚中毒有關。哈夫病可能與岩沙海葵毒素有關，其特徵是橫紋肌溶解症和胃腸道問題。除雪卡毒素外，在某些情況下岩沙海葵毒素也可能與雪卡毒魚類中毒有關，從而在這種中毒中引起許多症狀。

## 治療
岩沙海葵毒素沒有解毒劑，只能緩解症狀。動物研究表明，血管擴張劑，如罌粟鹼和硝酸異山梨酯等可用作解毒劑。但只有在暴露後立即將解毒劑注射到心臟中才會顯示效果。